# Tulčyn
Tulčyn (ukrajinsky Тульчин; rusky Тульчин, Tulčin; polsky Tulczyn; rumunsky Tulcin) je město ve Vinnycké oblasti na Ukrajině. Leží zhruba sedmdesát kilometrů na jihovýchod od Vinnycji, správního střediska celé oblasti. V Tulčynu žije přibližně 14 tisíc obyvatel.

## Dějiny
První zmínka o Tulčynu je z roku 1607, kdy se jmenoval Nestervar.
V roce 1787 se stal městem ve smyslu Magdeburského práva.
Od roku 1793 byl Tulčyn součástí ruského impéria. Byl jedním ze středisek děkabristů.
Za druhé světové války byl Tulčyn od 23. července 1941 do 16. března 1944 obsazen rumunskou armádou.